# Lucía y el sexo
Lucía y el sexo (ook wel uitgebracht onder de Engelstalige titel Sex and Lucía) is een Spaanse film uit 2001 geregisseerd door Julio Médem. De film is meerdere keren bekroond met een premio Goya, de belangrijkste Spaanse filmprijs, in 2002. 

## Verhaal
Lucía is serveerster in een Madrileens restaurant. Op zoek naar rust gaat ze naar het eiland Formentera waar ze haar jarenlange relatie met Lorenzo, een schrijver, krijgt te verwerken. De film weeft heden en verleden door elkaar: door regelmatige flashbacks wordt de kijker op de hoogte gebracht van moeilijke momenten uit die relatie en het verleden. Lucía en de mensen die ze op het eiland ontmoet leren zo de invloed van het verleden op hun huidige relaties te begrijpen. 

## Rolverdeling
- Lucía, Paz Vega
- Lorenzo, Tristán Ulloa
- Elena, Najwa Nimri
- Carlos/Antonio, Daniel Freire
- Belén, Elena Anaya
- Luna, Silvia Llanos
- Pepe, Javier Cámara

## Trivia
- In 2002 is de film tweemaal bekroond met een premio Goya; Paz Vega voor beste vrouwelijke hoofdrol en Alberto Iglesias voor de beste filmmuziek.
- Om de kijker een goed beeld te geven van de intieme gedachtewereld van Lucía, zijn er een aantal expliciete seksscènes opgenomen in de film. Hierdoor heeft Médem een speciale B-versie moeten maken voor de Amerikaanse markt.